# Hümmerich
Hümmerich est une municipalité du Verbandsgemeinde Rengsdorf-Waldbreitbach, dans l'arrondissement de Neuwied, en Rhénanie-Palatinat, dans l'ouest de l'Allemagne.

## Situation géographique
Le village se trouve dans le parc naturel « Rhein-Westerwald », à environ 10 km au nord de la localité de Rengsdorf. On distingue entre les parties Oberhümmerich (Hümmerich le haut, à une altitude d’environ 360 m) et Niederhümmerich (Hümmerich le bas, à environ 320 m d’altitude). Le territoire de la commune descend à l'ouest vers la vallée du Dasbach, atteignant 207 m d’altitude à son extrémité sud-ouest.

## Histoire
La plus ancienne trace d'une présence humaine aux environs de Hümmerich remonte à l'Age de la pierre (Néolithique, environ 3000 à 1600 ans avant notre ère), comme en témoigne une hache pointue en silex, trouvée à Oberhümmerich en 1935.   
On suppose que la localité de Hümmerich s’est développée à partir d’une seule ferme vers la fin du IXe siècle. Dans un document de l’archevêché de Trèves datant de l’an 857, le lieu « Weisse Stein » dans l’actuel territoire de Hümmerich, fut mentionnée comme borne frontière du district judiciaire de la paroisse de Rengsdorf qui appartenait alors au Stift de Saint-Castor de Coblence.
La frontière entre le comté de Wied et le territoire de l’électorat de Trèves passa à proximité du village de Hümmerich. Plusieurs bornes en témoignent, mentionnant l’année 1788. 
Une certaine activité minière avec extraction du minerai eut lieu dès le Moyen Âge, distinguable encore aujourd’hui par les cavités en forme d’entonnoir, appelées « Pingenfelder ». L’activité reprit quelque peu dans la deuxième moitié du XIXe siècle avec une extraction de limonite, bien qu’alors dans une moindre mesure.